# Premier graphe de Royle
Le premier graphe de Royle est, en théorie des graphes, un graphe possédant 8 sommets et 17 arêtes.

## Propriétés

### Propriétés générales
Le diamètre du premier graphe de Royle, l'excentricité maximale de ses sommets, est 2, son rayon, l'excentricité minimale de ses sommets, est 2 et sa maille, la longueur de son plus court cycle, est 3. Il s'agit d'un graphe 4-sommet-connexe et d'un graphe 4-arête-connexe, c'est-à-dire qu'il est connexe et que pour le rendre déconnecté il faut le priver au minimum de 4 sommets ou de 4 arêtes.

### Coloration
Le nombre chromatique du premier graphe de Royle est 3. C'est-à-dire qu'il est possible de le colorer avec 3 couleurs de telle façon que deux sommets reliés par une arête soient toujours de couleurs différentes mais ce nombre est minimal. Il n'existe pas de 2-coloration valide du graphe.
L'indice chromatique du premier graphe de Royle est 6. Il existe donc une 6-coloration des arêtes du graphe telle que deux arêtes incidentes à un même sommet soient toujours de couleurs différentes. Ce nombre est minimal.
Il est possible de compter les colorations distinctes d'un graphe. Cela donne une fonction dépendant du nombre de couleurs autorisé. Cette fonction est polynomiale et est qualifiée de polynôme chromatique du graphe. Ce polynôme a pour racines tous les entiers positifs ou nuls strictement inférieurs à 3 et est de degrés 8. Il est égal à : {\displaystyle (x-2)(x-1)x(x^{5}-14x^{4}+83x^{3}-260x^{2}+429x-296)}.

### Propriétés algébriques
Le groupe d'automorphismes du premier graphe de Royle est un groupe abélien d'ordre 4 isomorphe à Z/2Z×Z/2Z, le groupe de Klein.
Le polynôme caractéristique  de la matrice d'adjacence du premier graphe de Royle est : {\displaystyle (x-1)(x+1)(x^{2}+2x-1)(x^{4}-2x^{3}-11x^{2}+2x+8)}.